# Chocolats Halba
Chocolats Halba Division der Coop je švicarska tvrtka čokoladnih proizvoda. Osnovali su je 1933. godine Willy Hallheimer i Werner Baer. Halba je ime dobilo po prvim slovima prezimena osnivača HALlheimer i BAer.